# 丁槐

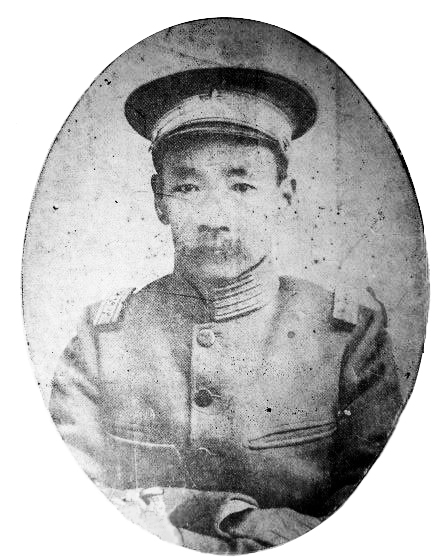

丁槐（1854年—1935年7月24日），字蘅三，云南鹤庆人，好讀經史、工於書畫，清朝及中华民国军事将领。

## 生平
丁槐家祖籍四川巴县，先祖丁连荣于康熙年间入籍云南鹤庆。经六世传至丁槐之父丁耀南（为第三子），因丁耀南之弟丁奉章无子，而过继给叔父丁奉章。
丁槐从小便在军中效力，光绪十年（1884年）在云南率军抵抗法军。是年12月，与刘永福军队一同和法军激战于宣光城，共击毙法军2000余人。翌年3月，再次率军进攻宣光，最后逼迫法军投降，被法军赞为“中国之拿破仑”。 光绪十一年（1885年）起，先后任贵州古州镇总兵、云南腾越镇总兵、广西左江镇总兵、右江镇总兵。光绪三十年（1904年），升任广西提督。
辛亥革命后，追随北洋军阀，被授予陆军上将衔。民国二年（1913年），任湖北荆州镇守使。民国五年（1916年），黎元洪任命他为总统府侍从武官、总统府军事顾问。民国六年（1916年）7月，溥仪在北京复辟，黎元洪逃入日本使馆，丁槐携帶五颗总统印信到上海租界收藏，后以非法取得国家财物被捕解职，在鹤庆一带从商，并捐资编修了《鹤庆州志》。 民国十二年（1923年）时，又被任命为两广慰问使。 1935年7月24日，病逝于北平。